# 姫ノ木あく
姫ノ木 あく（ひめのぎ あく、5月19日）は、日本のゲームシナリオライター。東京都出身。元RUNE所属。RUNEにスクリプターとして入社するも、人手が足りずシナリオライターも兼任する形となる。その後、ライターの専業となることを決意し退社。現在に至る。

## ゲーム作品リスト
- ゆりね〜おねえさまがおしえてくれた〜（企画・原案）
- Ricotte〜アルペンブルの歌姫〜（企画）
- サキガケ⇒ジェネレーション!（企画・原案、シナリオ監修）
- 恋し彩る正義爛漫（シナリオ・原案）

シナリオ
- 思春期[3]
- ぽっと -Rondo for Dears-
- 詩篇69〜深淵のメサイア〜
- ソルティアンジュ魔法倶楽部
- ピリオド
- まじかる☆プリンス
- Coming×Humming!!
- ピリオド -SWEET DROPS-
- WIZARD GIRL AMBITIOUS
- スズノネセブン![4]
- 聖剣のフェアリース
- 絶対可憐!お嬢様っ
- se・きらら
- あまつみそらに!
- キサラギGOLD★STAR
- カミカゼ☆エクスプローラー!
- ダイヤミック・デイズ
- DRACU-RIOT!
- 1/2 summer
- プリズム◇リコレクション!
- サキガケ⇒ジェネレーション!
- ここから夏のイノセンス!
- はるるみなもに!
- あいりすミスティリア!〜少女のつむぐ夢の秘跡〜（シナリオ協力）
- 出会って5分は俺のもの! 時間停止と不可避な運命
- 俺の姿が、透明に!? 不可視の薬と数奇な運命

ASMRシナリオ
- 初咲雛乃とイチャラブえっち。狭いシャワールームでぬるぬるぱちゅぱちゅ

小説
- 異世界因果のトラベローグ（オーバーラップ文庫）
- ハイスクール・フリート いんたーばるっ（MF文庫J）
- ハイスクール・フリート あらいばるっ（MF文庫J）
- 夢オチ上等! 異世界勇者と子づくりドラゴン（美少女文庫）
- 魔王の娘だと疑われてタイヘンです!（GA文庫）
- 電脳少女シロとアイドル部の清楚な日常 目指せ学園祭大成功！（MF文庫J）

漫画原作
- 鬼哭の忌能使い（作画：今田秀士）